# Lavilledieu (IGP)
Pour la commune, voir Lavilledieu.
Le lavilledieu est un vin français, labellisé indication géographique protégée (IGP), produit dans le département de Tarn-et-Garonne.

## Histoire

### Période contemporaine
Le vignoble de Lavilledieu reconnu V.D.Q.S depuis 1947.

## Vignoble
Le vignoble couvre environ 150 ha pour un potentiel de 8 500hl.

### Présentation
Entre Montauban et Castelsarrasin, le vignoble s'étend sur 13 communes : La Ville-Dieu-du-Temple, Meauzac, Barry-d'Islemade, Albefeuille-Lagarde, Montbeton, Lacourt-Saint-Pierre, Bressols, Montech, Escatalens, Saint-Porquier, Castelsarrasin, Les Barthes, Labastide-du-Temple

### Encépagement
Ce vin ensemble uniquement des cépages rouges : négrette (30 %), cabernet franc (25 %), gamay (25 %), syrah (25 %) et tannat (15 %). Les vins proviennent de l'assemblage de raisins ou de vins issus obligatoirement d'au moins quatre de ces cépages.

### Type de vins et gastronomie
Jeune, il est généralement tendre, souple et peut vieillir jusqu'à 5 ans. Pour les plus charpentés, il se bonifie en bouteille entre 7 et 8 ans. Le rosé, essentiellement à base de négrette est très typé.